# SkyTran
SkyTranは現在計画中の磁気浮上式個人用高速輸送システム。

## 概要
これまでにも磁気浮上式鉄道による新交通システムは各国で建設、運営されてきたが、SkyTranは乗車人数が2人でSAFEGE式モノレールのように軌道の下に車体があり、完全自動運転で運行される。磁気誘導浮上式でNASAとイスラエル・エアロスペース・インダストリーズ(IAI)が共同で開発を進める。都市の上空にレールを敷設して従来のライトレールや地下鉄と異なり、固定的な運行ダイヤや駅が存在せず、臨時の乗り場を作ることで、予約を入れていた乗客の乗車・下車の利便性を高める。1990年にダグラス・マレウィッキが初めて提案して複数の企業がこのアイデアに関心を示したが、最終的に弁護士で起業家のジェリー・サンダースのものとなった
これまでにも、米国のアリゾナ州テンピやマレーシアのクアラルンプールなど複数の都市で建設の計画があったが実現には至らなかった。2014年にテルアヴィヴで試験線が建設されることになった。